# Casa Rudofsky
La casa Rudofsky se localiza en la provincia de Málaga, en el término municipal de Frigiliana. La parcela donde se sitúa forma parte del Cortijo de San Rafael, en la parte baja de lo montes de Frigiliana, en una zona muy cercana al término municipal de Nerja. A tan sólo tres kilómetros del litoral Mediterráneo su topografía, con una pendiente muy acusada oeste-este, es característica de la costa malagueña.

## Historia
El proyecto para lo que sería su propia residencia en España está fechado en marzo de 1970. Bernard Rudofsky aparece como cliente y José Antonio Coderch de Sentmenat, amigo de Rudofsky, firma como arquitecto. Rudofsky no tenía su título convalidado en España y por tanto no podía figurar como autor del mismo. Sin embargo queda avalada la autoría de la obra por Rudofsky, autor indiscutible de esta obra, por los distintos documentos de la colección Rudofsky «The Bernard Rudofsky Estate» en Viena.
La vivienda que Bernard Rudofsky diseñó para disfrutar, junto con su esposa Berta, sus momentos de evasión estival representa el momento maduro de una exploración continuada de la arquitectura mediterránea, que acompañó la obra del autor tanto en su producción edilicia como teórica. Rudofsky entiende la enseñanza del mediterráneo en un contexto mucho más global, siempre enriquecida por su experiencia universal y diversa de lo vernáculo.

## Descripción
El proyecto parte del respeto al paisaje rural de la parcela y sus alrededores, conservando tanto la topografía abrupta como la vegetación original de olivos, pinos e higueras como soporte del proyecto, insertándose perfectamente en el paisaje. En la actualidad «La Casa» es difícilmente perceptible dado la consolidación de dicha vegetación. El mismo Rudofsky, trece años después de su finalización, es testigo de la consolidación de esa pantalla vegetal. Para ello, «La Casa» se construye en cinco niveles diferentes y respeta los árboles preexistentes en la parcela. La fidelidad a la vegetación autóctona y su protagonismo en la configuración del proyecto aborda aspectos funcionales tan interesantes como la protección de los vientos y de la luz solar directa, junto como servir de fuente natural de humedad.
El programa mínimo planteado por Rudofsky se resuelve en una sola planta y se distribuye en distintas piezas disolviéndose en el territorio. La casa se localiza en la zona más alta de la parcela, renunciando a la artificiosidad del proceso urbanizador −movimientos de tierras para manipular las cotas naturales o diseño de jardines−, limitando la intervención a delicados senderos realizados con material cerámico artesanal. Una retícula de vigas y pilares trasladan el orden arquitectónico de la vivienda al espacio no construido del solar y un muro en forma de L se construye en la parcela dejando pasar por un hueco cuadrado las ramas de un algarrobo centenario como símbolo del «matrimonio» entre tierra y casa.
El respeto a la topografía no significa que la propuesta renuncie a la intelectualización arquitectónica del lugar. La retícula de 2,75 metros entre ejes ordena y escala el territorio. Dicha geometría se impone tanto al objeto construido, la casa, como al soporte natural y la zona baja de la piscina, constituyendo el tema principal de la intervención: la cuadrícula, se configura como una de las aportaciones claves que este inmueble hace en la conformación del territorio conservando su esencia rural.
Este recurso contrastado del respeto sagrado a lo natural fundido con la imposición integrada del orden y escala de la retícula formaliza el objetivo enunciado por Rudofsky en el diseño de los jardines en los que la arquitecturización no viene tanto de su manipulación sino de la convivencia contrastada de elementos portadores de un orden y el soporte natural.
Rudofsky efectúa una lectura homogénea de los espacios cerrados y abiertos, construidos y no construidos, entendiendo el jardín como contenedor complementario del programa doméstico; la denominación de este jardín como el jardín-casa −Rudofsky la denomina the house-garden− es sintomático de esta visión proyectual.
«La Casa» por definición, como Bernard y Berta Rudofsky bautizaron a su vivienda en Frigiliana, acoge un programa mínimo de un dormitorio, estar, cocina, comedor y un pequeño estudio, fruto de una diagnosis exhaustiva de una forma propia y única de vivir. Un análisis de sus propios hábitos diarios modela el proyecto, abarcando desde la propia posición de los cuerpos, la forma de dormir o de relacionarse, siempre desde una lectura sensual del habitar, frente a una posición racional o funcional.
Junto con esta fidelidad a los hábitos de vida de su morador, la vivienda recoge toda la tradición de la casa mediterránea. El proyecto difumina los límites de los espacios interiores, entendiendo aquellos espacios no construidos como una expansión natural de la casa. Un pórtico se convierte así en el elemento vertebrador, distribuyéndose la vivienda en dos piezas a ambos lados del mismo, que recoge la referencia de la retícula general. El propio Rudofsky definió el pórtico como «three dimensional frame for the landscape» (un marco tridimensional del paisaje); junto con el sentido programático de la pieza en cuanto a conector de los distintos volúmenes del proyecto, el pórtico se entiende como un marco donde disfrutar del paisaje.
La fragmentación volumétrica implica por tanto que los recorridos de la casa se desarrollan también en el exterior, enfatizando así la continuidad interior y exterior. En cuanto a la distribución interior de la casa: la pieza colocada al norte recoge los espacios de día −estar, comedor, cocina, junto con el acceso a la vivienda y una habitación ropero−. Conectado por el pórtico se encuentra el volumen sur que organiza el dormitorio y el estudio en torno a un patio, este último cerrando el lado este del patio y localizado en una cota inferior al resto de la casa. El garaje define por último el borde sur del patio, localizándose por tanto en el extremo del inmueble.
Exclusivamente accesible desde el dormitorio, el patio se proyecta como una estancia más de la casa, donde el nivel de definición programática de sus distintas zonas −en las leyendas de las plantas aparecen especificados usos como «baño de sol matutino» (orientado al este) o «baño de sol de la tarde» (orientado al oeste)− confirman la colonización del espacio exterior con usos pensados por y para los Rudofsky. Entendido como una habitación limitada solo por muros, el patio simboliza así la idea rudofskiana del habitar, siendo el lugar físico y simbólico donde se concentra el carácter sagrado de la esfera privada.
El habitar los espacios al aire libre y el derecho sagrado a la privacidad son sin duda dos objetivos vertebradores de su arquitectura y son desarrollados en sus escritos, en concreto en el artículo que publica en Arts and Arquitecture.
El acceso se propone por un camino al oeste, siendo el alzado que da al oeste conscientemente opaco y con carácter de trasera. Su frente este hacia los terrenos de la parcela se convierte así en fachada principal, plano que formaliza la intimidad del habitar, mirando hacia el Mar y configurando la imagen arquitectónica de «La Casa» desde y hacia el paisaje.
La piscina se localiza en el punto más bajo del solar, existiendo una diferencia de cota de unos 6,5 metros. El recorrido de la casa a la piscina, con una pendiente abrupta recoge una propuesta de «Promenade», se plantea con un descenso en distintos tramos paralelos y perpendiculares a la pendiente que nos invitan a recorrer la parcela a medida que disfrutamos de las distintas perspectivas del paisaje.
La fragmentación tipológica desemboca sin embargo en un resultado volumétrico unitario; la localización centrada del pórtico hace entender la vivienda siguiendo una tipología en U, permitiendo que los volúmenes principales de la zona de día al norte y las zonas de noche al sur avancen y delimiten el espacio del mismo. El orden en planta impuesto por la retícula al conjunto, influye asimismo en la percepción global volumétrica, teniendo estos elementos pérgola gran presencia en el paisaje.
La adaptación topográfica y el desarrollo en cinco niveles distintos desemboca en una identificación de las distintas piezas con el uso que albergan, siendo perceptible desde el extremo norte hacia al sur la pieza de cocina, de estar, el vacío del pórtico, el dormitorio y el garaje, quedando el estudio como el único volumen que por estar a una cota mucho más baja y adelantada con respecto al resto de las estancias deje entrever el ejercicio de fragmentación al que el arquitecto somete al programa doméstico. Asimismo, las diferentes alturas específicas de cada uso y los retranqueos de unas piezas con respecto a otras dibujan una volumetría diversa que posibilita los rincones inesperados que Rudofsky ha estudiado para el desarrollo de los detalles más propios de su interpretación del habitar. A pesar de la interpretación contemporánea y personal que hace el autor, en sus fotografías de arquitectura tradicional andaluzas se encuentran semejanzas sorprendentes con el resultado final del proyecto. Su ejercicio de «contemporaneizar», globalizar y personificar la arquitectura vernácula mediterránea no persigue un cambio profundo formal.
Partiendo de los elementos preexistentes de topografía abrupta y vistas al paisaje, el arquitecto propone un espacio interior paralelo a la pendiente, entendiéndose la planta como una sucesión casi lineal de usos conformando un balcón hacia el espacio privado de la parcela y en última instancia hacía el paisaje de los montes de Frigiliana.
El proyecto da como resultado una vivienda lineal, generando un eje que vertebra los volúmenes en dirección norte-sur. Frente a la intensa presencia de la retícula sobre la topografía, que conforma esa Promenade perpendicular a la pendiente, el interior de la vivienda se entiende en dirección paralela a la misma, en la que los distintos usos se suceden; cocina, comedor y salón, pórtico, dormitorio y el patio por fin en el extremo sur. Los pasillos desaparecen consiguiendo una unicidad en la experiencia de «La Casa», enriquecida por la alternancia de los espacios interiores y exteriores.
El uso del hormigón armado para la estructura de pilares y forjados sustituye a los muros de carga de la casa tradicional en una adaptación a las técnicas constructivas más generalizadas y por tanto más accesibles a los años setenta.
El gran valor del interior de «La Casa» radica en su sabia interpretación contemporánea y universalista de las claves del habitar local. La gran belleza de su interior radica precisamente en las ausencias, en ese vacío que dejan los excesos innecesarios. El arquitecto no sólo estudia el lugar como entorno físico y natural de su creación, sino también como fuente cercana de recursos materiales; la teja árabe y el barro de los revestimientos hablan de su preocupación de autenticidad y conexión vernacular pero también de cercanía de los recursos. La adaptación a los recursos propios queda patente en la construcción de las repisas tanto en salón como en estudio, así como los muebles de baño y cocina de albañilería. Los pavimentos son de tierra cocida y los revestimientos son de azulejos de color blanco en cocina y aseos. Los acabados son de yeso plafón sin escocias ni molduras, y los techos y las paredes están pintados con cal.
En el exterior, el propio Rudofsky especifica que la única excepción que hace a los materiales vernaculares son sus carpinterías metálicas, opción posiblemente vinculada a la accesibilidad y economía de éstas en el momento de construcción de «La Casa» y que simplifica a un solo tamaño.
Desde el punto de vista formal, la concesión personal y único elemento diferenciador de la casa tradicional mediterránea andaluza son los enmarcados de las ventanas, realizados con material cerámico que permite la entrada de la luz directa del sol en invierno protegiendo el interior en verano. Los huecos constan de paneles de caña que filtran la luz.
La obra construida de Rudofsky es escueta, centrada en la escala menuda de lo doméstico, pero imprescindible como complemento del desarrollo intenso de sus reflexiones sobre el habitar y que el autor complementó con sus publicaciones. En sus casas prevalece siempre la salvaguarda de la intimidad frente a lo colectivo, la lectura de la vivienda como un universo propio, contenedor simbólico de la construcción de la identidad personal.
Desde la Casa en Procida, Nápoles de 1935, la Casa Oro con la colaboración de Cosenza en Nápoles 1935-1937, pasando por las Casas Frontini y Arnstein, en São Paulo, ambas proyectadas entre 1939 y 1941, el jardín-casa de Nivola en Long Island, 1949-1950 así como en sus proyectos teóricos, el autor es fiel a estos principios. «La Casa» en Frigiliana es, sin embargo, especialmente crucial ya que él es su propio cliente; y no sólo pone en práctica estos principios sino que epitoma su propia idea del habitar contemporáneo como último testimonio construido de toda su obra.
Para Rudofsky la vinculación con los autores de su época era especialmente importante en el desarrollo de su vida personal y profesional y por tanto sus ideas y su obra no se entiende sin los autores que rodearon su producción: Le Corbusier, Frank Lloyd Wright, Richard Neutra, Louis Kahn, Oscar Niemeyer, etc.
En el desarrollo de una concepción contemporánea de la arquitectura mediterránea en general y en el proceso del diseño y construcción de su casa en Frigiliana en concreto determinados vínculos profesionales se adelantan a un primer plano como con José Antonio Coderch de Semsenat, con Gio Ponti y con Peter Harnden.
Con José Antonio Coderch de Sentmenat, autor imprescindible para una lectura contemporánea de nuestro Mediterráneo, es de hecho el arquitecto que firma los planos y aunque no se ha podido dilucidar el alcance de su aportación a la misma, la estrecha relación entre ambos arquitectos, la admiración mutua que se procesaban y las ideas que compartían apuntan a una influencia mutua.
Desde 1937 Rudofsky trabajó para Gio Ponti en la editorial de Domus en Milán, proporcionando a Rudofsky la posibilidad de publicar algunos de los textos claves de su discurso arquitectónico y vital. Es de hecho Italia la fuente principal de su propuesta sincrética del habitar mediterráneo.
La relación que mantuvo con Peter Harnden ya en la época de la Posguerra es también relevante para esta obra. Ambos realizan proyectos domésticos en territorio malagueño representando por tanto la interpretación contemporánea realizada desde una visión foránea de la arquitectura doméstica mediterránea en Andalucía.